# Lej Mingčju
Lej Mingčju (kitajsko: 雷鸣球; pinjin: Lei Mingqiu), kitajski general, * junij 1942, Čidong, Hunan, Kitajska.
Lej Mingčju je trenutno poddirektor etničnega komiteja Narodnega ljudskega kongresa.
Bil je tudi član 13., 14., 15. in 16. centralnega komiteja Komunistične partije Kitajske.